# Турреантус африканський
Турреа́нтус африка́нський або аводіре́ (Turraeanthus africana) — дерево роду турреантус.
Дерево поширене по всій Тропічній Африці — від Сенегалу до Анголи. Характерне для вологих лісів.
Висота дерева становить 40 м, стовбур діаметром до 1,5 м, коріння — дошкоподібні підпірки. Листки перисті, темно-зелені, блискучі, довжиною до 2 м. Квітки дрібні, жовті, з сильним запахом, в довгих віялках. Цвітіння масове, в червні; запилення комахами, головним чином метеликами. Плоди великі, м'ясисті, поїдаються дикими тваринами (для людини отруйні — викликають відтік легень).
Деревина блідо-жовта з сильним запахом, цінується за гарний колір, використовується головним чином для декоративної облицьовки.
| Гібіскус | Це незавершена стаття про квіткові рослини. Ви можете допомогти проєкту, виправивши або дописавши її. |